# 에데사 백국
에데사 백국(County of Edessa)은 고대 역사 및 초기 기독교 역사에 알려진 에데사 (현재의 튀르키예 샨르우르파)의 마을 주변에 제1차 십자군 원정 이후 세워진 최초의 십자군 국가이다. 에데사 백국은 바다와 인접하지 않고, 내륙에 깊숙이 자리잡았다. 또 다른 십자군 국가와도 멀어서, 그 중 가장 가까운 안티오키아 공국과는 사이가 좋지 않았다. 수도 에데사를 포함한 국토의 절반이 유프라테스강의 동쪽에 있기 때문에, 다른 십자군 국가보다도 상당히 동쪽에 위치해 있다. 유프라테스강의 서쪽 부분은 셀주크 투르크 왕조에 대해 전초기지라 할 수 있는 중요한 거점도시 투르베셀(Turbessel)에서 통치하였다.

## 에데사 백국의 성립
1098년 제1차 십자군의 지도자중 한 사람인 보두앵 드 불로뉴는 안티오키아와 예루살렘으로 향하고 있는 십자군 본대에서 갈라져 나와서 처음에는 킬리키아로 나중에는 에데사로 원정을 하였다. 1098년 에데사에서 그는 그곳의 영주 토로스를 회유해 자신을 양자이자 후계자로 인정하는 데 성공했다. 토로스는 아르메니아인으로써 동방정교도의 통치자였기 때문에, 아르메니아정교를 받들던 아르메니아인 주민에게 험악하게 대했다. 양자가 되는 의식이 있은 후 며칠 후 시민의 폭동에 의해 토로스는 암살되었는데, 보두앵이 관여했는지는 밝혀지지 않았다. 보두앵은 토로스의 뒤를 이어 에데사의 통치자의 자리에 앉아, 백작이 되었음을 선언하였다.(그는 형의 신하로써 베르됭 백작이란 칭호를 이미 가지고 있었다) 이로써 최초의 십자군 국가였던 에데사 백국이 성립되었다.
1100년 예루살렘을 함락한 후 왕이 되지 않고 그저 지배자가 된 성묘의 수호자이던 보두앵의 형 고드프루아 드 부용이 죽자 보두앵이 예루살렘에 들어와 예루살렘의 왕 보두앵 1세가 되어, 예루살렘 왕국을 건국했다. 에데사 백국은 사촌인 보두앵 2세에게 물려주었다. 그 후 1118년 십자군이 중동에 도착해 유프라테스 강 연안의 테르바셀의 영주였던 조슬랭이 백작의 지위를 물려받았다.
서양인 군주는 주변의 아르메니아인 군주들과 좋은 관계를 형성했다. 또 빈번한 타민족 간의 결혼이 이루어졌다. 특히 최초 3명의 백작은 모두 아르메니아인과 결혼했다. 초대 보두앵 1세의 아내가 1097년에 죽자, 그는 킬리키아 왕국(소 아르메니아) 왕가의 군주 콘스탄틴 1세(재위:1095년~1099년)의 손녀 알다와 결혼했다. 보두앵 2세는 마라티아 도시의 영주 가브리엘의 딸 모피아와 3대 조슬랭 1세는 콘스탄틴 1세의 딸과 결혼했다.

## 무슬림과의 전쟁
보두앵 2세는 소아시아와 시리아 북부에 대한 공략에 나섰다. 1103년 보두앵은 다니슈멘드에게 안티오키아의 보에몽 1세의 몸값을 치르고 이듬해 보에몽과 함께 비잔티움 제국의 영토인 킬리키아를 침공하였고 같은 해 모술의 이슬람 세력의 침공을 받았다. 이슬람과 싸운 하란 전투에서 패한 보두앵과 조슬랭은 함께 포로가 되었고 그 사이 보에몽의 조카인 탕크레드가 에데사 백국의 섭정이 되었다.
1108년 몸값을 치르고 풀려난 보두앵은 에데사에서 재집권을 위해 탕크레드와 싸웠고 몇몇 이슬람 제후들과 연합하여 결국 탕크레디를 축출하는 데 성공했다. 그러나 1110년까지 유프라테스강 동쪽의 영토 대부분은 모술의 이슬람 세력에게 빼앗겼다. 그러나 다른 무슬림 군주에 의한 공격이 벌어진 상황에서 모술의 무슬림 영주도 자신의 세력을 강화하기 위해 에데사 자체에 대한 공격은 계속되지 않았다.
1118년 예루살렘의 보두앵 1세가 죽자 보두앵 2세가 예루살렘 왕국의 왕으로 가게 되었고 에데사는 보두앵 1세의 형 볼로뉴 백작 위스타슈가 에데사 백국의 제1위 계승자가 되었으나, 그는 먼 프랑스에 있기 때문에 이듬해 조슬랭에게 넘겨졌다. 그러나 조슬랭 1세는 유프라테스의 연안에서 1122년 알레포의 지방정권 아르투크 왕조의 아타베크(영주) 바라크에게 패배해 포로 신세가 되었다. 이를 구하러 온 보두앵 2세도 역시 포로가 되었다. 이듬해 조슬랭은 탈출에 성공해 보두앵 2세를 석방시켰다.

## 백국의 몰락
조슬랭은 1131년 전투를 벌이다 죽었기 때문에 에데사는 그의 아들 조슬랭 2세가 물려받았다. 이즈음 이슬람에는 뛰어난 지도자인 이마드 앗 딘 장기가 알레포와 모술을 하나로 통합하여 에데사를 위협하기 시작했다. 그 사이 조슬랭 2세는 비잔티움 제국의 황제 요한네스 콤네누스의 시리아 원정에 참가했다가 장기군에 패배했다.
조슬랭 2세는 장기의 위협이 높아지는 가운데, 자국의 안전에 주의를 기울이지 않고, 구원을 거부한 트리폴리 백국과 분쟁을 벌였다. 1144년 같은 십자군 국가였던 안티오키아 공국 및 트리폴리 백국과의 항쟁으로 사이가 나빠지고, 강대한 국가였던 비잔티움 제국이나 예루살렘 왕국은 요한네스 2세 콤네누스와 예루살렘의 풀크가 죽은 뒤부터 안정되지 않아, 의지할 국가가 없었기에 강력해진 장기의 세력에 저항하기 위해 주변의 디야르바크르(Diyarbakır)의 아르투크 왕조의 영주 카라 아스란과 연합했다.
1144년 가을, 조슬랭 2세는 전군과 함께 카라 아스란과 합류해 에데사 서쪽 투르베셀까지 약탈전에 나섰다. 그 소식을 듣고 장기는 곧바로 에데사 포위전을 개시해 도시의 북쪽 '시간의 문'에 진영을 구축했다. 도시는 서민들로 이루어진 군대밖에는 없었고, 사교들이 지휘를 맡게 되었다. 사교는 크리스트교도의 아르메니아인은 장기에게 항복하지 않을 것이라고 기대했다.
에데사는 난공불락의 요새였기에 시민은 방어에 분전했으나, 누구도 공성전의 경험이 없어 성채의 수비 방법이나 수비해야 할 요소를 알지 못해, 공병이 성벽 아래에 터널을 파기 시작한 것을 알지 못했다. 도중에 휴전 협정은 에데사 측의 거부로 실패로 끝났고, 장기는 도시의 북쪽 성벽의 토대를 찾아내어 지탱하던 목재에 기름과 유황을 놓고 12월 24일 불을 질러 성벽을 무너뜨렸다. 장기군은 성으로 물밀듯이 들어가 성곽에서 도망치지 않은 사람들을 학살했다. 성곽은 사제의 과실로 굳게 닫혀 있기에 밀려든 군중들이 패닉 상태에 빠져 사제를 포함해 5,000명 이상이 압사당했다.
장기는 살육을 중지하고 그리스도교도의 대표와 이야기를 나눠 12월 26일 도시를 장기에게 넘겨주기로 약정했다. 아르메니아인이나 아랍인 그리스도교도는 해방되었으나 서양인에겐 잔혹한 운명이 기다리고 있었다. 갖고 있는 재물을 몰수당하고, 귀족과 사제들은 의복을 모두 빼앗긴 채 알레포로 보내졌고, 직인들은 개인적으로 각 직종별로 옮겨지고, 남겨진 100명 정도는 처형되었다. 조슬랭 2세는 자신의 수도가 함락되고 있을 때, 먼 투르베셀에서 약탈을 하며 머물고 있었다.
이 사건은 십자군 국가를 동요하게 만들었고, 예루살렘 왕국의 폴크왕의 미망인 멜리장드는 유럽에 특사를 보내 그 참사와 구원요청을 부탁했다. 이것이 제2차 십자군을 불러일으키게 된다. 또 무슬림 세계는 처음으로 승리다운 승리에 열광하여 바그다드의 아바스 왕조의 칼리파는 온갖 미사여구를 사용한 경칭을 장기에게 부여했다. 후의 무슬림의 연대기 작가는 이를 십자군 국가에 대한 지하드의 시작이라고 기술했다.
조슬랭 2세는 투르베셀에서 유프라테스의 서쪽 영토를 겨우 지배하기를 계속하면서, 에데사 회복을 위해 시내의 잔존세력과 연락을 취하려고 노력했다. 장기가 1146년 9월에 급사한 소식을 듣고, 다시 에데사를 회복했으나, 장기의 아들 누르 앗 딘의 공격에 11월 에데사는 다시 함락되었다. 이때 부하들 다수가 죽으면서 조슬랭 2세는 겨우 도망쳐 살아남았다.
1150년 그는 누르 앗 딘에게 포로가 되어 1159년에 죽을 때까지 누르 앗 딘의 거점이던 알레포에 감금신세로 지냈다. 조슬랭 2세 사후, 그의 아내와 가족은 이윽고 투르베셀 및 남겨진 백국 영토를 비잔티움 제국의 황제 마누엘 1세 콤네누스에게 팔아넘기고, 예루살렘 왕국으로 돌아갔으나, 투르베셀은 1159년에 누르 앗 딘과 룸 술탄국에 빼앗겼다. 에데사 백국은 최초로 성립된 십자군 국가이지만 가장 먼저 사라진 십자군 국가이기도 하다.

## 인구와 구성
에데사는 영역에서 보더라도 십자군 국가 중 최대의 왕국이었다. 그러나 인구로 보자면 최하위국 중 하나이다. 에데사의 도시 자체는 약 10,000명의 주민이 거주하고 있으나, 백국의 남겨진 것은 거의 농촌과 요새뿐이었다. 국토는 서쪽은 안티오키아 공국과 국경을 이루고, 동쪽으로는 유프라테스를 가로질러 동쪽까지 뻗쳐 있으나, 이것이 최대 영역일 때였다. 또 북쪽은 각각 영토를 아르메니아인이 거주하던 영역까지 뻗쳤다. 남쪽은 알레포, 동쪽은 모술과 자지라 지방(메소포타미아 북부)이란 강력한 무슬림 국가와 인접해 있었다.

## 에데사 백작의 목록
- 보두앵 1세:1098–1100
- 보두앵 2세:1100–1118
  - 탕크레드 섭정 (1104–1108)
- 조슬랭 1세:1118–1131
- 조슬랭 2세:1131–1149 (1159년 사망)
- 조슬랭 3세:1159년- 명의만 백작

## 같이 보기
- 제1차 십자군
- 십자군 국가
- 이마드 앗 딘 장기